# Judith Joy Ross
Judith Joy Ross (* 1946 in Hazleton, USA) ist eine US-amerikanische Fotografin.

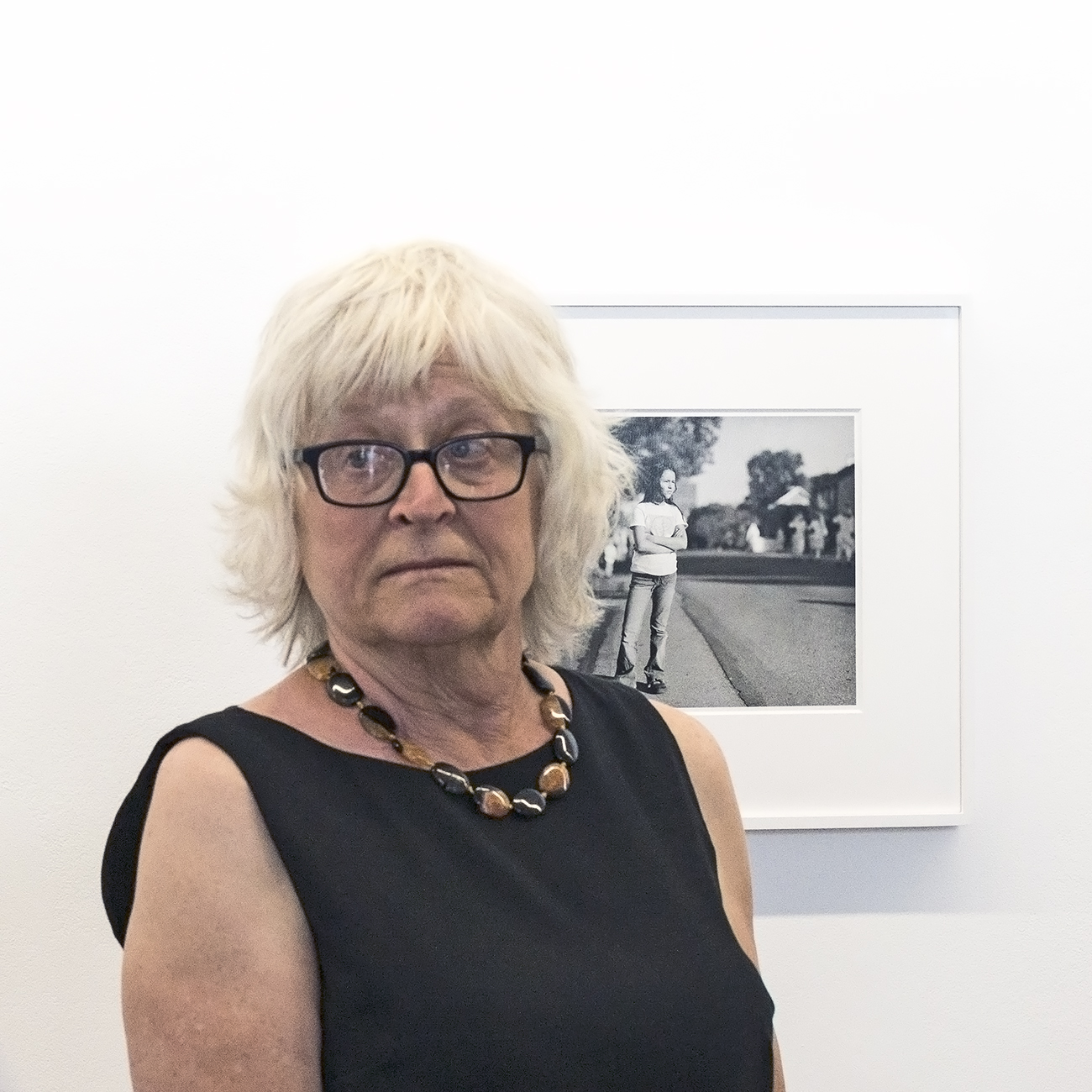
Die US-amerikanische Fotografin Judith Joy Ross in der Galerie Zander, Köln, 2017

## Leben und Werk
Judith Joy Ross studierte am Moore College of Art in Philadelphia. Ihren Abschluss machte sie dort 1968. Anschließend  studierte sie u. a. mit Aaron Siskind am Institute of Design des Illinois Institute of Technology  in Chicago, wo sie 1970 ihren Master machte.
Judith Joy Ross arbeitet mit einer Großformatkamera, 8 × 10 Zoll. Zur Präsentation stellt sie Kontaktabzüge her.
Sie fotografierte in den 1980er Jahren einen Querschnitt der US-amerikanischen Bevölkerung, vornehmlich in Pennsylvania. Darüber hinaus verfolgt sie fotografische Projekte,  wie eine Serie über Besucher der Gedenkstätte für die im Vietnam-Krieg gefallenen US-Soldaten (1983–1984/Vietnam Veterans Memorial in Washington D.C) oder auch Porträt-Reihen von Kongress-Mitgliedern  und deren Mitarbeitern (1986–1987). Im Auftrag des San Francisco Museum of Modern Art fotografierte sie Mitarbeiter der IT- und High-Tech-Industrie des Silicon Valley in Kalifornien. Als Vorbilder für ihre Arbeit nennt Judy J. Ross August Sander und Diane Arbus.

## Einzelausstellungen (Auswahl)
- 2017 Judith Joy Ross, Galerie Zander, Köln
- 2013 Judith Joy Ross – The Devil Today and Reading to Dogs, Fondation Stichting A, Brüssel, Belgien
- 2012 Judith Joy Ross, Kunstmuseum Kloster Unser Lieben Frauen in Magdeburg, Foundation A Stichting, Brussel
- 2011 Judith Joy Ross, Die Photographische Sammlung der SK-Stiftung, Köln (Retrospektive)
- 2009 Judith Joy Ross: Living with War, Museum für Photographie, Braunschweig
- 2008 Judith Joy Ross – Living with War, C/O Berlin, Berlin; Quadrat, Josef Albers; Museum, Bottrop; Galerie der Hochschule für Grafik und Buchkunst, Leipzig; Judith Joy Ross, The Art Museum at the University of Kentucky, Lexington, Kentucky (USA)
- 2003 Judith Joy Ross, Quadrat, Josef Albers Museum, Bottrop
- 1997 Judith Joy Ross: Retrospective, Allentown Art Museum, Pennsylvania,
- 1996 Judith Joy Ross – Portraits, Sprengel Museum, Hannover: Portraits from the Hazleton Public Schools: 1992–1994, Addison Gallery of American Art, Andover, Massachusetts (USA)
- 1993 New Work: Photographys by Judith Joy Ross, San Francisco Museum of Modern Art, San Francisco
- 1988 Easton Portrait, Young Women’s Christian Association, Easton, Pennsylvania
- 1987 Portrait of the United States Congress, Pennsylvania Academy of the Fine Arts, Philadelphia; Lehigh University Art Galleries, Bethlehem, Pennsylvania
- 1985 Photographs by Judith Joy Ross: Eurana Park Series, Allentown Art Museum, Allentown, Pennsylvania

## Bücher (Auswahl)
- 2011 Judith Joy Ross. Photographien seit 1982. Schirmer/Mosel Verlag, München
- 2009 Judith Joy Ross. Photographs, Davison Art Center, Wesleyan University, Middleton
- 2008 Living with War. Portraits, Vietnam Veterans Memorial, Gulf War, Protest the War, Göttingen, Steidl
- 2007 Protest the War, Göttingen, Steidl
- 2006 Portraits of the Hazleton Public Schools, New Haven, Yale University Art Gallery
- 1996 Judith Joy Ross. Portraits, Hannover, Sprengel Museum
- 1995 Judith Joy Ross, Contemporaries/A Photographic Series, New York, The Museum of Modern Art
- 1993 New Work, San Francisco Museum of Modern Art, San Francisco
- 1992 Judith Joy Ross. Annual Report 1992. The George Gund Foundation, West Cleveland, Ohio

## Auszeichnungen (Auswahl)
- 2017 The Lucie Awards, Achievement in Portraiture
- 2000 Anonymous Was A Woman Award
- 1998 Andrea Frank Foundation Award
- 1992 Charles Pratt Memorial Award
- 1988 City of Easton/Pennsylvania Council on the Arts Grant
- 1985 Stipendium der John Simon Guggenheim Memorial Foundation

## Sammlungen
Sprengel Museum, Hannover / Museum Ludwig, Köln / Die Photographische Sammlung/SK Stiftung Kultur, Köln / Museum Folkwang, Essen  / Niedersächsische Sparkassenstiftung  Niedersachsen, Hannover / Victoria and Albert Museum, London, Großbritannien / Addison Gallery of American Art, Andover, MA, USA / Birmingham Museum of Fine Arts, Birmingham, AL, USA / Museum of Fine Arts, Boston,  MA, USA / Museum of Fine Arts, Houston, TX, USA / Metropolitan Museum of Art, New York, NY, USA / Museum of Modern Art, New York, NY, USA / National Gallery of Canada, Ottawa / Whitney Museum of Modern Art, New York, USA  / San Francisco Museum of Modern Art, San Francisco, CA, USA / Yale University Art Gallery, New Haven, CT, USA